# Cuigy-en-Bray
Cuigy-en-Bray ist eine französische Gemeinde mit 966 Einwohnern (Stand 1. Januar 2022) im Département Oise in der Region Hauts-de-France. Die Gemeinde liegt im Arrondissement Beauvais und ist Teil der Communauté de communes du Pays de Bray und des Kantons Grandvilliers.

## Geographie
Die überwiegend landwirtschaftlich geprägte Gemeinde liegt zwischen Saint-Germer-de-Fly und Le Coudray-Saint-Germer rund 20 km westlich von Beauvais. Durch das nördliche Gemeindegebiet verläuft die Route nationale 31 (Europastraße 46), an der sich einige kleinere Betriebe befinden. Zur Gemeinde gehören die Weiler Saint Leu, Les Solons, Calimont, Les Eaux Ouies, Corleux und die Häuser von Les Larris an dem im Süden das Gemeindegebiet begrenzenden Hang.

## Toponymie
Der Ort wurde erstmals 1015 als Cugiacum genannt.

## Einwohner
| 1962 | 1968 | 1975 | 1982 | 1990 | 1999 | 2006 | 2011 |
| ---- | ---- | ---- | ---- | ---- | ---- | ---- | ---- |
| 387  | 393  | 439  | 597  | 708  | 817  | 926  | 1055 |

## Verwaltung
Bürgermeister (maire) ist seit 2008 Bernard Noyelle.

## Sehenswürdigkeiten
- Kirche Saint-Brice[1]
- Lourdeskapelle[2]